# Himalopsyche alticola
Himalopsyche alticola är en nattsländeart som beskrevs av Banks 1940. Himalopsyche alticola ingår i släktet Himalopsyche och familjen rovnattsländor. Inga underarter finns listade i Catalogue of Life.